# Aeroportul Lages
Aeroportul Lages (IATA: LAJ, ICAO: SBLJ) este un aeroport din Santa Catarina, Brazilia ce deservește zona Lages. Aeroportul a fost tranzitat în 2020 de 5.560 de pasageri. A fost numit după zona deservită.
Situat la o altitudine de 934 m, aeroportul dispune de 1 pistă.

## Infrastructură

### Piste
Aeroportul dispune de o singură pistă. Pista 16/34 are suprafața de asfalt și dimensiunile 1.530 m × 30 m. 